# کیاسرلات
کیاسرلات روستایی از توابع بخش آسارا شهرستان کرج در استان البرز ایران است. مردم روستا به زبان تاتی صحبت می‌کنند.

## جمعیت
این روستا در دهستان آسارا قرار دارد و براساس سرشماری مرکز آمار ایران در سال ۱۳۸۵، جمعیت آن ۲۸ نفر (۱۲خانوار) بوده‌است.